# Murray Gold
Murray Gold (28 de fevereiro de 1969) é um compositor inglês de trilhas sonoras para filme, televisão e dramaturgo para teatro e rádio.

## Televisão
Gold já foi nomeado quatro vezes nas premiações BAFTA na categoria de Melhor Música Original para Televisão, por Vanity Fair (1999), Queer as Folk (2000), Casanova (2006) e Doctor Who (2008). Sua trilha para o filme Kiss of Life ganhou o 'Prêmio Mozart da Sétima Arte' por um jurado francês em Aubagne em 2003. Ele também foi nomeado quatro vezes pela Sociedade Real de Televisão em categorias relacionadas à música para televisão.
Em 2007, Gold compôs a música tema para o spin-off de Doctor Who, The Sarah Jane Adventures, criada por Russell T Davies, tendo terminado em 2011 com o falecimento de Elisabeth Sladen
Ele já trabalhou com Russell T Davies, o ex-escritor/produtor executivo de Doctor Who muitas vezes em projetos passados como a série de 2005 Casanova (protagonizada por David Tennant), a série The Second Coming (protagonizada por Christopher Eccleston) e Queer as Folk 1 & 2. Ele também forneceu a música incidental para a versão de 2000 de Randall & Hopkirk - Falecidos junto com o compositor de James Bond, David Arnold, que forneceu a música tema. Nenhuma das suas músicas incidentais foram lançadas no CD da trilha sonora desse programa
Ele escreveu o tema principal para a série Shameless. Mais recentemente, Gold compôs outra trilha sonora do ator David Tennant, a série Single Father. Nesta, Gold optou por um estilo musical mais popular em vez de compor para orquestra.